# Гідроагрегат

Вертикальний гідроагрегат: A — Генератор; В — Турбіна; 1 — Статор; 2 — Ротор; 3 — Напрямний апарат; 4 — Лопаті турбіни; 5 — Потік води; 6 — Вал турбіни і генератора

Гідроагрега́т (рос. гидроагрегат; англ. hydraulic unit, hydroelectric generating set; нім. Wasserturbinensatz m, Hydroaggregat m) — агрегат, що складається з гідротурбіни й гідрогенератора, з'єднаних спільним валом.
Розрізняють горизонтальні осьові і вертикальні гідроагрегати. До перших належать прямоточні агрегати (поширення не отримали) і занурені — капсульні і шахтні гідроагрегати. У капсульних гідроагрегатів електричний генератор і гідротурбіна розташовуються всередині металевого кожуха-капсули.
Особливе місце займають гідроагрегати оборотної дії, що складаються з оборотної електромашини, яка може працювати або як генератор, або як електродвигун, і оборотної гідромашини (гідротурбіни), яка в залежності від напрямку обертання може працювати як турбіна або як насос. Вони широко застосовуються на низьконапірних ГЕС (з напором 15-20 м), а також на гідроакумулювальних та припливних електростанціях.